# Charlotte et Laura Tremble
Laura et Charlotte Tremble, nées le 4 juin 1999 à Compiègne, sont nageuses synchronisées françaises.

## Carrière
Les jumelles découvrent la natation synchronisée lors d'un gala et commencent ce sport dès l'âge de six ans dans le club de Senlis. L'année suivante, elles participent à un stage avec Virginie Dedieu, triple championne du monde de la discipline. Dans un premier temps, elles refusent de rentrer dans le Pôle Espoirs de la Fédération, ce qui ne les empêche pas de remporter les Championnats de France à l'âge de 14 ans en 2013. À l'âge de 15 ans, elles intègrent finalement l'INSEP  afin de concilier leur scolarité et les entrainements intensifs. En 2016, elles  obtiennent un baccalauréat scientifique avec mention et poursuivent une licence de physique chimie à Sorbonne Université. Elles intègrent ensuite l'Institut polytechnique des sciences avancées (IPSA promotion 2025). Elles sont sélectionnées en Équipe de France en 2015 et participent aux Jeux européens pour leur première compétition senior.  
Aux Championnats d'Europe 2018, les jumelles terminent 7e du classement, à cinq points seulement du podium. En juillet 2019, lors des Championnats du monde à Gwangju en Corée du Sud, le duo se classe 8e et obtient leur ticket pour les Jeux olympiques d'été de 2020 reporté à 2021 lié à la crise du Covid.  
En 2020, elles terminent en deuxième position du duo technique de l'Open de France.  
En août 2021, elles terminent à la 8e position en finale du duo libre lors de leur participation aux Jeux olympiques de Tokyo. Une performance qui les ravit en déclarant : « C'est dingue ! On va mettre un peu de temps avant de réaliser que l'on est olympiennes et que l'on a été finalistes. On est très satisfaites de nos performances, on a bien nagé, on est contentes et très fières de ce que l'on a produit ».  
Laura et Charlotte Tremble envisagent de renouveler leur participation pour les Jeux olympiques de Paris en 2024.
Le 11 août 2022, Charlotte Tremble remporte la médaille de bronze de l'épreuve technique par équipe de natation artistique lors des Championnats d'Europe de natation 2022 à Rome ; le lendemain, elle obtient une nouvelle médaille de bronze en highlights. Le 15 août 2022, elle remporte la médaille de bronze de l'épreuve libre par équipe lors de ces mêmes Championnats.
Aux Jeux européens de 2023 à Oświęcim, elles sont médaillées de bronze de l'épreuve technique par équipes et médaillées d'or de l'épreuve acrobatique,.
Après une 4ème place en équipe aux Jeux Olympiques de Paris 2024, elles annoncent mettre un terme à leurs carrières sportives afin de se consacrer pleinement à leurs études.

## Palmarès
| Année | Championnat                    | Place | Épreuve                 |
| ----- | ------------------------------ | ----- | ----------------------- |
| 2015  | Championnats de France juniors | 2e    | Duo                     |
| 2015  | Championnats de France juniors | 5e    | Combiné                 |
| 2016  | Championnats de France juniors | 2e    | Duo                     |
| 2017  | Championnats du monde          | 11e   | Duo                     |
| 2017  | Championnats du monde          | 8e    | Combiné                 |
| 2017  | Championnats du monde          | 10e   | Libre                   |
| 2019  | Championnats du monde          | 11e   | Duo                     |
| 2023  | Jeux européens                 | 1re   | Acrobatique par équipes |
| 2023  | Jeux européens                 | 2e    | Technique par équipes   |

| Année | Championnat           | Place | Épreuve                 |
| ----- | --------------------- | ----- | ----------------------- |
| 2022  | Championnats d'Europe | 3e    | Par équipes libre       |
| 2022  | Championnats d'Europe | 3e    | Par équipes technique   |
| 2022  | Championnats d'Europe | 3e    | Par équipes Highllights |